# Metall-Halbleiter-Feldeffekttransistor

Prinzipskizze eines n-Kanal-MESFETs

Der Metall-Halbleiter-Feldeffekttransistor (englisch metal semiconductor field effect transistor, MeSFET) ist ein zur Gruppe der Sperrschicht-Feldeffekttransistoren (JFET) gehörendes elektronisches Halbleiterbauelement. Im Aufbau ähnelt er einem n-Kanal-JFET, jedoch tritt an die Stelle des p-dotierten Gates ein Gate aus Metall. Dadurch bildet sich anstatt eines p-n-Übergangs ein gleichrichtender Metall-Halbleiter-Übergang (Schottky-Übergang) aus, denn das Metall des Gates berührt nun direkt das Halbleitermaterial.
Durch den sehr ähnlichen Aufbau und Funktionsweise besitzt der MeSFET nahezu dieselben Eigenschaften eines n-Kanal-JFETs:
- wie alle JFETs sind MeSFETs in der Regel selbstleitend (engl. normally-on), d. h., bei einer Steuerspannung von {\displaystyle U_{\mathrm {GS} }=0~\mathrm {V} } fließt ein Drainstrom.
- Die Steuerung erfolgt durch eine negative Steuerspannung {\displaystyle U_{\mathrm {GS} }}, durch sie verbreitert sich die Raumladungszone des Schottky-Übergangs, was bei der Schwellspannung {\displaystyle U_{\mathrm {th} }} zur Abschnürung des leitfähigen Kanals führt, der MeSFET ist nun gesperrt. Bei Silizium-MeSFETs wären das etwa 0,3 V. Wird hingegen GaAs als Halbleiterwerkstoff verwendet liegt die mögliche Spannung bei ca. 0,7 V.

Vorteil des MeSFET ist, dass durch den angrenzenden Schottky-Übergang die Ladungsträgerbeweglichkeit im Kanal ungefähr doppelt so groß ist wie bei MOSFETs. Dadurch sind größere Ströme bei gleichen Abmessungen sowie höhere Arbeitsfrequenzen möglich.
Außerdem ist im Gegensatz zum JFET eine selbstsperrende (engl. normally-off) Variante konstruierbar, bei welcher das Gate in das Substrat eingelassen ist.
Anwendung finden MeSFETs (vor allem GaAs-MESFETs) als Mikrowellentransistoren in Hochfrequenzverstärkern. Außerdem werden sie in sehr schnellen Logikschaltungen (Gigabitlogik) eingesetzt.